# زائدة بن قدامه ثقفی
زائدة بن قدامه ثقفی پسر عموی مختار ثقفی بود. وی در دوران حکومت عبیدالله بن زیاد و بعد از او در دوران حکومت مختار ثقفی زندانبان زندان شهر کوفه بود که پس از کشته شدن مختار به‌دست مصعب ابن زبیر، به مروانیان پیوست.زائده در هنگام حمله حجاج بن یوسف ثفقی به کوفه، سر مصعب را از تنش جدا کرد.

## حکومت مختار ثقفی و سرانجام
زائده بن قدامه نامه‏ ی مختار ثقفی را از زندان ابن ‏زیاد در کوفه به شوهر خواهر او «عبدالله بن عمر» برد و او از یزید آزادی برادر زن خود را خواست که منجر به رهایی مختار از زندان شد.
او در قیام مختار (پسرعمویش) به دستور مختار بن مطیع حاکم زبیری را که در تعقیب او بود پناه داد و مساعدت کرد تا بتواند به سهولت از عراق به حجاز برود.
وی در دوران حکومت مختار به حکم مختار رئیس زندان دارالخلافه کوفه بود.
سرانجام و مرگ
زائده بن قدامه پس از کشته شدن مختار ثقفی به دست مصعب ابن زبیر پس از مدتی به «عبدالملک بن مروان» پیوست و با «مصعب بن زبیر» به پیکار برخاست و او را به انتقام کشتن «مختار» در دیر «جاثلیق» از پا درآورد. سرانجام حجاج او را به فرماندهی هزار تن به پیکار با «حرب بن شبیب خارجی» به رودبار گسیل داشت و آنجا پس از پیکاری سخت در حالی که یارانش بر گردش حلقه زده بودند، کشته شد.